# Exochus saigusai
Exochus saigusai är en stekelart som beskrevs av Kusigemati 1983. Exochus saigusai ingår i släktet Exochus och familjen brokparasitsteklar. Inga underarter finns listade i Catalogue of Life.